# Eshira
Els eshira (també escrit echira, eschira, o ashira, sira) són una població bantu d'Àfrica central que viu principalment a les regions costaneres del Gabon, al bosc i les prades del sud del Ogooué i a l'oest del seu afluent, la Ngounié. Algunes comunitats viuen igualment a la República del Congo.

## Història
Els eshira migraren a aquesta zona al segle XVIII, després de les guerres amb els Akélés i altres grups. Durant el segle xix, van practicar el tràfic d'esclaus amb els Nkomi. Eren preats pel seu tabac i la seva roba en fibres de ràfia. Llur nombre va ser dràsticament reduït per epidèmies de verola el 1865 i 1898.
Paul Belloni Du Chaillu, qui explorà l'interior del Gabon entre 1855 i 1859, descriví la seva estada en país ashira en diversos capítols del seu llibre L'Afrique sauvage : nouvelles excursions au pays des Ashangos (1868). Paul del Chaillu va reportar que cada clan controlava els seus propis afers. Mulenda, del clan Kamba, era el més importants dels caps ; posseïa entra 300 i 400 esclaus. Va morir de la pigota l'any 1885. Els Esperitans van establir una missió a la regió l'any 1895.

## Etnonímia
Segons les fonts i el context, s'observa diverses formes: Achira, Ashango, Ashira, Chira, Echiras, Eschira, Eshira, Eshiras, Gesira, Gisira, Ichira, Ishira, Isira, Shira, Shiras, Shire, Sira, Yichira.

## Llengües
Parlen el eshira (llengua) (o echira), una llengua bantu. El punu és igualment utilitzat.

## Població
Llur nombre és estimat a més de 200.000. Ultra els Eshira pròpiament dits, el grup comprèn mants subgrups, tals com els punu, ngowe, bavarma, woumbou, baloumbou, babuissi i massango, però segons els autors, certs d'aquests, com els Punu, són considerats com a ètnies diferents.